# Čustvo
Čustvo je duševni proces, s katerim subjektivno izražamo svoj vrednostni odnos do kakega predmeta, osebe, delovanja, stanja, pogosto pa tudi do sebe. Čustva doživljamo kodirano, presojamo pa jih le v primerih, ko so za nas ali za naše sporazumevanje pomembna. Paul Eckman (1992) kot temeljna čustva navaja veselje, žalost, jezo, strah, gnus in presenečenje. Našteta čustva se pojavljajo v različnih kombinacijah in odtenkih. Zgled sestavljenega čustva, ki združuje ljubezen (veselje in žalost) ter strah pred izgubo ljubljene osebe, je ljubosumje.
Človeško telo se na okoliščine odziva različno, kar se odraža s telesnimi in duševnimi spremembami. Darwin je v delu Izražanje čustev pri človeku in živalih (1872) ugotavljal močno podobnost čustvovanja pri ljudeh in višje razvitih primatih. Za človeka je značilno, da čustvovanje združuje z intelektom in da z odraščanjem pridobiva dejavnejši odnos do čustvovanja. Opis čustev, ki vključuje samo telesne spremembe človekove duševnosti, je redukcionističen.
Čustva so predvsem iracionalen odziv, odvisen od okolja, temperamenta in človekove konstitucije. Kažejo se tudi navzven: znanstveno je potrjena povezava med obrazno mimiko in izražanjem čustev, dokazano pa je tudi, da lahko z uporabo obrazne mimike izzovemo čustva. Oseba, ki se trudi smejati, bo manj žalostna od osebe, ki se ne trudi.
Čustva se z odraščanjem naučimo izražati in prepoznavati. Sposobnost prepoznavanja, razumevanja in uravnavanja čustvenih odzivov pri sporazumevanju označujemo z izrazom čustvena pismenost. Čustveno opismenjevanje je za socializacijo posameznika zelo pomembno. 
Pri ljudeh, ki svoja čustva pretirano zavirajo, se lahko pojavijo različne bolezni. Po drugi strani se je izkazalo, da vročekrvne ljudi z izbruhi močne jeze bolj ogrožata visok krvni tlak in srčni infarkt. Ustrezno ravnanje s čustvi je torej pomembno tudi z vidika zdravja. K zavedanju o odgovornosti ljudi za svoja čustva in njihovo izražanje so pripomogla dela, kot je Čustvena inteligentnost Daniela Golemana. 